# The Brian Jonestown Massacre
The Brian Jonestown Massacre je americká rocková kapela, kterou založil v roce 1990 její frontman Anton Newcombe. V počátcích se kapela řadila do žánru shoegaze, ale již na druhém albu je jasné, že se kapela přiklání spíše k psychedelickému roku a vlivům garage rocku, folk rocku a později také elektroniky.
Kapela byla předlohou dokumentarního filmu Dig!, který vznikl v roce 2004. BJM prosluli svými bouřlivými vztahy uvnitř kapely a užíváním drog jejího vedoucího člena Antona Newcomba.

## Nahrávky

### 1993–1996: První roky
Název Brian Jonestown Massacre vznikl složením ze jména kytaristy a zakládajícího člena The Rolling Stones Briana Jonese a z odkazu na hromadnou sebevraždu organizovanou sektou Jima Jonese v Jonestownu v jihoamerické Guyaně. První album The Brian Jonestown Massacre Spacegirl & Other Favorites vyšlo pouze na vinylu v roce 1993 a v omezeném počtu 500 kopií. Album obsahuje píseň „Hide and Seek“, která byla vydáná jako jediný singl kapely v roce 1994. Následující album Methodrone, bylo silně ovlivněno žánrem shoegaze, který kapela hrála ve svých začátcích až do vydání této desky. Zasněný rockový zvuk na této desce je srovnatelný s kapelami jako Galaxie 500, Spacemen 3 a My Bloody Valentine. Dvě písně z alba: „She Made Me“ a „Evergreen“, byly vydány jako singl v roce 1992.
V roce 1996 kapela intenzivně nahrávala a výsledkem byla tři studiová alba, která ještě téhož roku vychází. Album Their Satanic Majesties' Second Request odráží zálibu v psychedelii 60. let, která se projevila na zvuku nahrávky a stává se charakteristickým prvkem kapely. Na albu bylo také použito mnoho různých nástrojů jako sitár, mellotron, farfisa, didgeridoo, konga či zvonkohra. Název alba je inspirován albem kapely The Rolling Stones Their Satanic Majesties Request, které vyšlo v roce 1967.
Druhé album, které vyšlo v roce 1996 pod názvem Take It from the Man! je zakořeněno v rhythm and blues a je silně ovlivněno kapelami jako The Rolling Stones. Album obsahuje píseň „Straight Up and Down“, která byla později použita v televizním seriálu Boardwalk Empire (2010-2014) na americké kabelové televizi HBO.
Thank God for Mental Illness je třetím albem vydaném v roce 1996. Na albu se prolíná country a rhythm and blues se zpěvy a akustickou kytarou, která dominuje celkovému zvuku. Album je rozděleno do dvou částí, první část je převážně složena z akustických skladeb, zatímco druhá část alba je tvořena několika písněmi, které jsou nahuštěny do jedné skladby s názvem „Sound of Confusion“. Základem „Sound of Confusion“ jsou dvě písně, skladbu dokresluje několik dalších abstraktních zvukových koláží.

### 1997–1998: Give It Back!, Smlouva s TVT a Strung Out in Heaven
The Brian Jonestown Massacre vydali Give It Back! v roce 1997 jako své šesté studiové album. Záznamy z nahrávání byly použity v dokumentu Dig!. Give It Back! obsahuje píseň „Not If You Were the Last Dandy on Earth“ jako odpověď na singl kapely The Dandy Warhols „Not If You Were the Last Junkie on Earth“, která byla namířena právě na the Brian Jonestown Massacre. „Not If You Were the Last Dandy on Earth“ byla také použita ve filmu Jima Jarmusche Broken Flowers. Po vydání alba Brian Jonestown Massacre podepsali smlouvu s TVT Records. Krátce po podepsání smlouvy vychází v roce 1998 sedmé studiové album Strung Out in Heaven. Album obsahuje píseň „Love“, která vyšla ve stejném roce jako CD singl společně s demem písně „Wasting Away“. Album Strung Out in Heaven se neprodávalo moc dobře podle představ TVT a došlo ke vzájemné dohodě o rozvázání kontraktu mezi vydavatelstvím a kapelou.

### 1999–2005: Bring It All Back Home – Again, Bravery, Repetition and Noise, And This Is Our Music a We Are the Radio
V roce 1999 vychází EP „Bringing It All Back Home – Again“, poslední nahrávka, na které se podílel Matt Hollywood. Hollywood opouští kapelu po hádce, která se odehrála přímo na podiu. V roce 2001 vychází osmé studiové album Bravery, Repetition and Noise. Obsahuje skladbu „Sailor“, vypůjčenou od kapely The Cryan' Shames. V roce 2003 vychází album And This Is Our Music, na které se objevují prvky elektronické hudby. Název alba odkazuje na stejný název alba This is Our Music dvou různých hudebníků: kapely Galaxie 500 a jazzového hudebníka Ornetta Colemana.
V roce 2005 kapela vydává EP „We Are the Radio“ ve vlastním vydavatelství Antona Newcombea - The Committee to Keep Music Evil, na albu spolupracují s indie zpěvačkou a textařkou Sarabeth Tucek.

### 2008–současnost: Experimentalní hudba a nejnovější nahrávky
My Bloody Underground vyšlo v Cargo Records v roce 2008. Album bylo ovlivněno hudbou kapel My Bloody Valentine a The Velvet Underground. Na albu se objevuje více experimentálního zvuku než na předchozích albech, speciálně pak ve skladbách, na kterých spolupracovali s Markem Gardenerem, hudebníkem kapely Ride, který se autorsky podílel v písni „Monkey Powder“. Obě nahrávky EP „One“ a LP Who Killed Sgt. Pepper? byly natočeny v roce 2009 na Islandu a v Berlíně. EP „One“ bylo vydáno v listopadu 2009 a obsahuje písně, „One“, „This Is the First of Your Last Warning“ (které se také objevují na Who Killed Sgt. Pepper?), anglickou verzi „This Is The First of Your Last Warning“ a píseň „Bruttermania“. Who Killed Sgt. Pepper? bylo vydáno v únoru 2010 a objevují se na něm hudebníci jako Unnur Andrea Einarsdottir (která nahrávala zpěvy na předchozím albu), Felix Bondareff a Will Carruthers. Krátce po vydání alba bylo oznámeno, že se do kapely po jedenácti letech vrací Matt Hollywood.
V roce 2012 The Brian Jonestown Massacre vydali album Aufheben. Newcombe prohlásil, že název alba odkazuje na tvrzení George Wilhelma Friedricha Hegelstateda. Album Revelation vyšlo v květnu 2014. Je to první album, které bylo celé natočeno a produkováno v Newcombově studiu v Berlíně. Na albu se mísí klasický zvuk BJM s vychodními vlivy. Musique de Film Imaginé vyšel v dubnu 2015. Album je soundtrackem k imaginárnímu francouzskému filmu a vzdává hold evropským režisérům padesátých a šedesátých let jako byli François Truffaut a Jean-Luc Godard. Album bylo natočeno v roce 2014 v Berlíně. Koncem října 2016 vychází nové album pod názvem Third World Pyramid.

## Diskografie

### Studiová alba
- Methodrone (1995)
- Spacegirl & Other Favorites (1995)
- Take It from the Man! (1996)
- Their Satanic Majesties' Second Request (1996)
- Thank God for Mental Illness (1996)
- Give It Back! (1997)
- Strung Out in Heaven (1998)
- Bravery, Repetition and Noise (2001)
- ...And This Is Our Music (2003)
- My Bloody Underground (2008)
- Who Killed Sgt. Pepper? (2010)
- Aufheben (2012)
- Revelation (2014)
- Musique de Film Imaginé (2015)
- Third World Pyramid (2016)
- Don't Get Lost (2017)
- Something Else (2018)
- The Brian Jonestown Massacre (2019)
- Fire Doesn't Grow on Trees (2022)
- Your Future Is Your Past (2023)